# Veritas Stadion
Veritas Stadion är en fotbollsstadion i Kuppis i Åbo som används av Tipsligaklubbarna FC Inter och TPS.

## Evenemang på Veritas Stadion

### Olympiska sommarspelen 1952
Det var för det här evenemanget som den ursprunglika läktaren byggdes.

### Europamästerskapet i fotboll för damer 2009
Det spelades fyra gruppspelsmatcher och en kvartsfinal.